# Cuatro Viejos

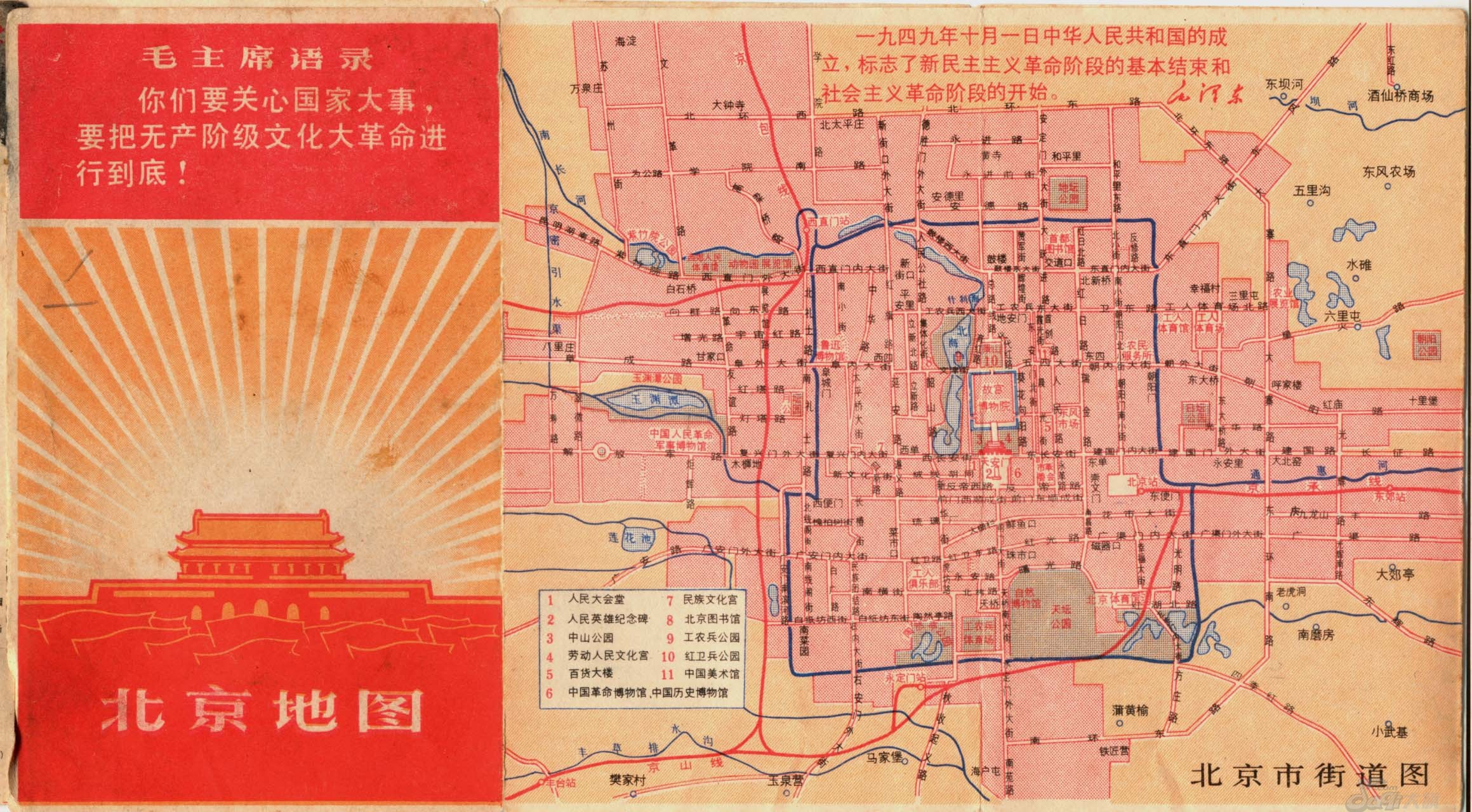
Un mapa de Pekín de 1968 que muestra las calles y los puntos de referencia renombrados durante la Revolución Cultural. "Āndìngménnèidàjiē" (Calle interior de la Puerta de la Estabilidad) se convirtió en "Dàyuèjìnlù" (Gran Salto Adelante), "Táijīchǎngdàjiē" (Táijī Factory Street) se convirtió en "Yǒnggélù" (Camino del derrocamiento perpetuo), "Dōngjiāomínxiàng" (East Cross People Lane) pasó a llamarse "Fǎndìlù" (Camino antiimperialista), "Běihǎigōngyuán" (Parque del Mar del Norte) pasó a llamarse "Gōngnóngbīnggōngyuán" (Parque Obrero-Campesino-Soldado) y "Jǐngshāngōngyuán" (Parque de la vista de la montaña) pasó a llamarse "Hóngwèibīnggōngyuán" (Parque de la Guardia Roja). La mayoría de los cambios de nombre de la era de la Revolución Cultural se revirtieron posteriormente.

Los Cuatro Viejos o las Cuatro Cosas Viejas (chino simplificado: 四旧; chino tradicional: 四舊; pinyin: sì jiù) fue un término utilizado durante la Revolución Cultural de 1966-1976 en la República Popular China para referirse a los intentos de los comunistas de destruir elementos del precomunismo cultural chino. Los Cuatro Viejos eran: Viejas Costumbres, Vieja Cultura, Viejos Hábitos y Viejas Ideas. La campaña para destruir a los Cuatro Viejos comenzó en Pekín el 19 de agosto de 1966 ("Agosto Rojo", durante el cual ocurrió una masacre en Pekín), poco después del lanzamiento de la Revolución Cultural.

## Etimología
El término "cuatro viejos" apareció por primera vez el 1 de junio de 1966 en el editorial del Diario del Pueblo de Chen Boda "Barrer todos los monstruos y demonios", donde las cosas viejas fueron descritas como anti-proletarias, "fomentadas por las clases explotadoras, [y] han envenenado las mentes de la gente durante miles de años". Sin embargo, qué costumbres, culturas, hábitos e ideas constituían específicamente los "Cuatro Viejos" nunca fueron claramente definidos.
El 8 de agosto, el Comité Central utilizó el término en su 8º Congreso Nacional. El término fue aprobado el 18 de agosto por Lin Biao en un mitin de masas, y desde allí se difundió a la revista Bandera Roja, así como a las publicaciones de la Guardia Roja.

## Campaña

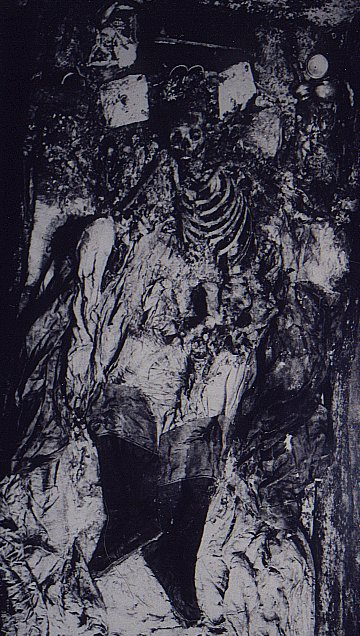
Los restos del emperador Wanli de la dinastía Ming en las tumbas Ming. Los Guardias Rojos arrastraron los restos del emperador y emperatrices Wanli al frente de la tumba, donde fueron póstumamente "denunciados" y quemados.

La campaña para Destruir a los Cuatro Viejos y Cultivar las Cuatro Noticias (chino: 破四旧立四新; pinyin: Pò Sìjiù Lì Sìxīn) comenzó en Pekín el 19 de agosto de 1966 durante el "Agosto Rojo". Lo primero que hubo que cambiar fueron los nombres de las calles y las tiendas: "Tienda de ropa Cielo Azul" a "Tienda de ropa en defensa de Mao Zedong", "Carretera Cai E" a "Carretera de la Guardia Roja ", y así sucesivamente. Muchas personas también cambiaron sus nombres de pila por consignas revolucionarias, como Zhihong (志红, "Rojo Determinado") o Jige (继革, "Siguiendo la Revolución").
Otras manifestaciones de la campaña de la Guardia Roja incluyeron discursos, carteles con grandes caracteres y el hostigamiento de personas, como los intelectuales, que protestaron contra los cuatro viejos. En etapas posteriores de la campaña, los ejemplos de arquitectura china fueron destruidos, la literatura clásica y las pinturas chinas fueron destrozadas, y los templos chinos fueron profanados.
El Cementerio de Confucio fue atacado en noviembre de 1966, durante la Revolución Cultural, cuando fue visitado y destrozado por un equipo de Guardias Rojos de la Universidad Normal de Pekín, dirigido por Tan Houlan.
El cadáver del Duque Yansheng de la generación 76 fue sacado de su tumba y colgado desnudo de un árbol frente al palacio durante la profanación del cementerio en la Revolución Cultural.
Los Guardias Rojos irrumpieron en las casas de los burgueses y destruyeron pinturas, libros y muebles; todos ellos eran objetos que veían como parte de los Cuatro Viejos.

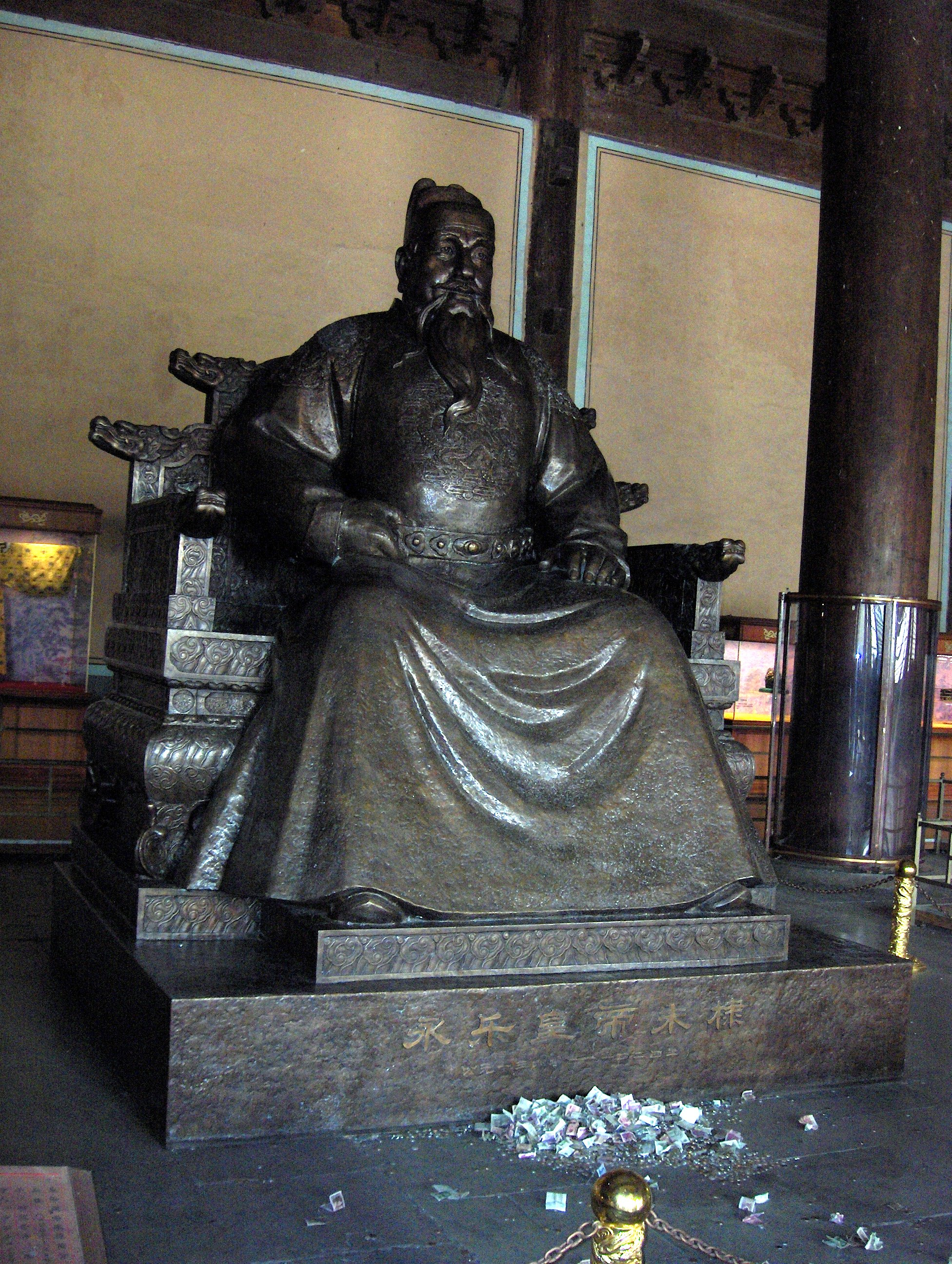
Esta estatua del emperador Yongle fue originalmente tallada en piedra, y fue destruida en la Revolución Cultural. Una réplica de metal está en su lugar.
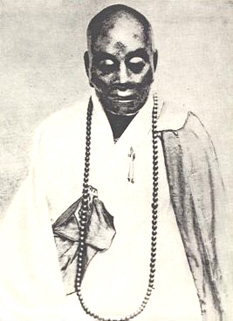
Los restos del monje budista Zen Huineng del siglo VIII fueron atacados durante la Revolución Cultural.
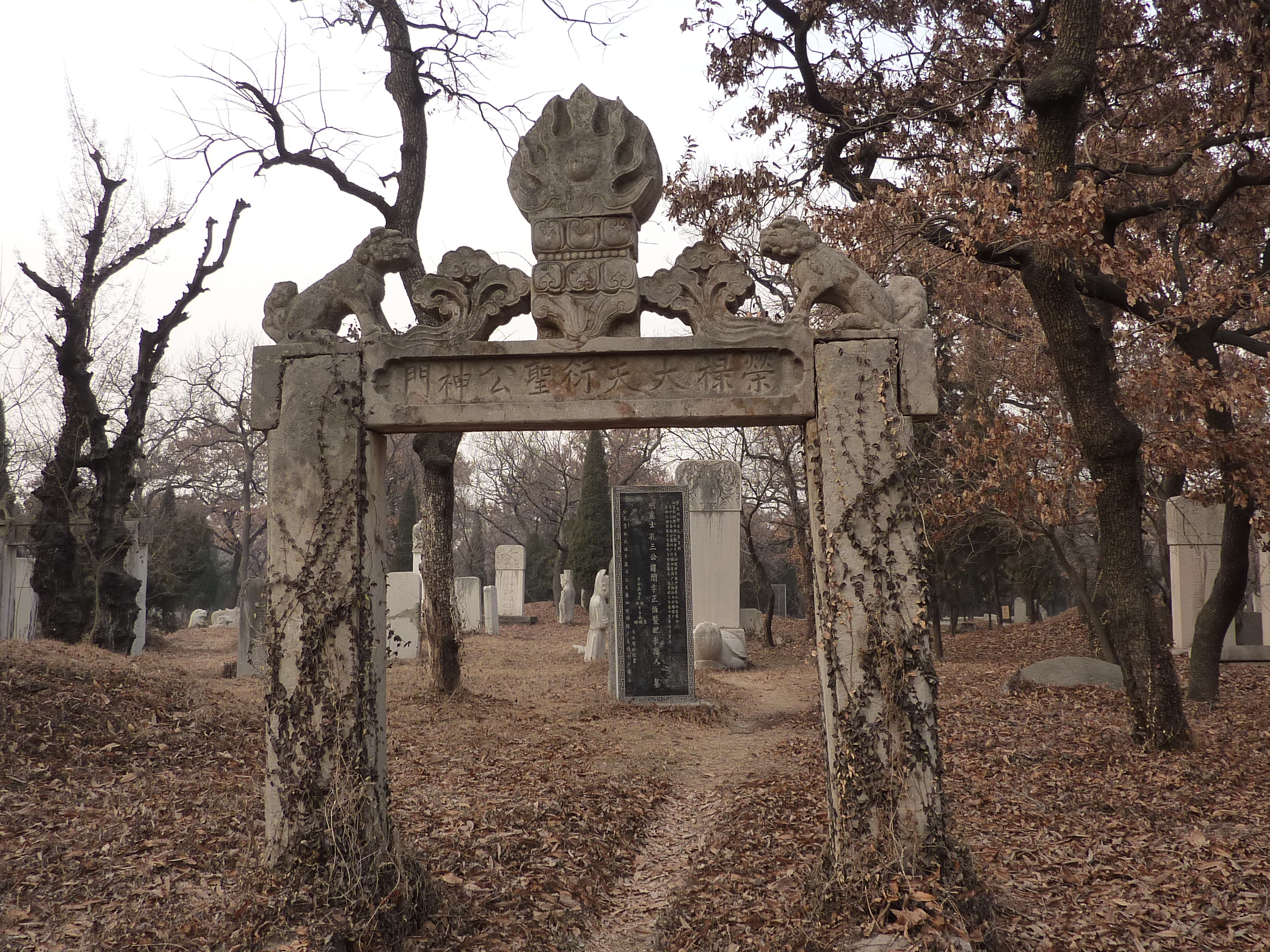
El Cementerio de Confucio fue atacado por la Guardia Roja en noviembre de 1966.
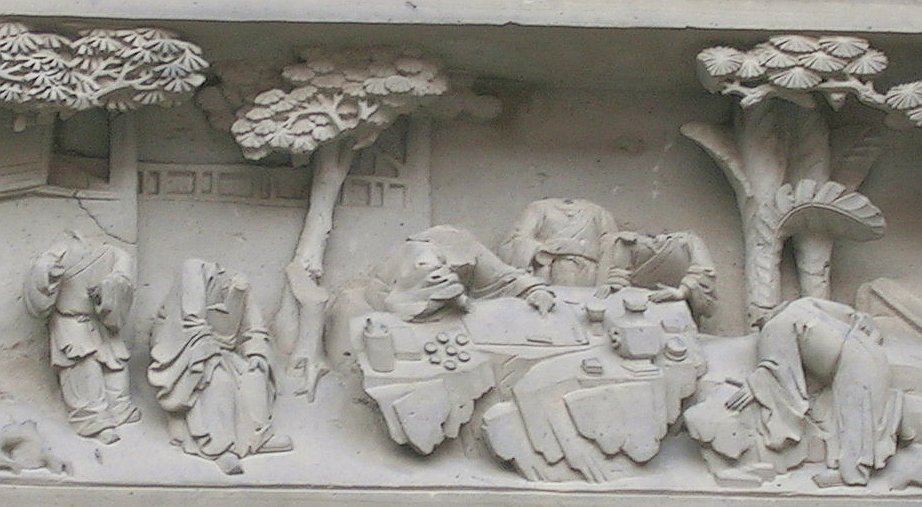
Un friso dañado durante la Revolución Cultural, originario de una casa jardín de un rico funcionario imperial en Suzhou.

## Evaluación del daño
El Partido Comunista nunca ha elaborado estadísticas oficiales sobre el coste real de los daños. En 1978, muchas historias de muerte y destrucción causadas por la Revolución Cultural se habían filtrado fuera de China y se habían hecho conocidas en todo el mundo.